# 默岑 (德克薩斯州)
默岑（英語：Mertzon）是一個位於美國德克薩斯州伊里昂縣的城市。根據2010年美國人口普查，該地共人口781人，而該地的面積約為3.90平方千米。同時該地也是伊里昂縣的縣治。

## 地理
默岑的座標為31°15′36″N 100°49′15″W / 31.26000°N 100.82083°W，而該地的平均海拔高度為671米（即2201英尺）。